# Tibane
Tibane (" Ḍivan " en kabyle) est une commune algérienne située dans la wilaya de Béjaïa et dépendant de la Daïra de Chemini.
Tribu : Aït Waghlis

## Géographie
Elle est limitée par Leflaye au sud, Souk Oufella à l'Ouest, Akfadou au Nord et Tinebdar à l'Est.
| Akfadou      | Tifra                 | Tinabdher |
| Souk-Oufella | Tibane                | Leflaye   |
|              | Souk-Oufella, Leflaye |           |

## Administration et territoire
La commune de Tibane est un regroupement des villages suivants :Tizi La'rayef, Taquravt, Mezgug, At-Cetla, Ait-Oubelaid, Maksèn, Tighilt tawraght, Tawrirt et Ḍivan (Tibane) (chef-lieu de la commune).
Cette commune compte quelque 6 208 habitants selon le recensement de 2008 pour une superficie de 5400 m².